# أوليفييه جوليس ريتشارد
أوليفييه جوليس ريتشارد (بالفرنسية: Olivier Jules Richard)‏ هو عالم أشنيات ‏ وعالم نبات فرنسي، ولد في 1836، وتوفي في 1896.